# Andrea Karimé

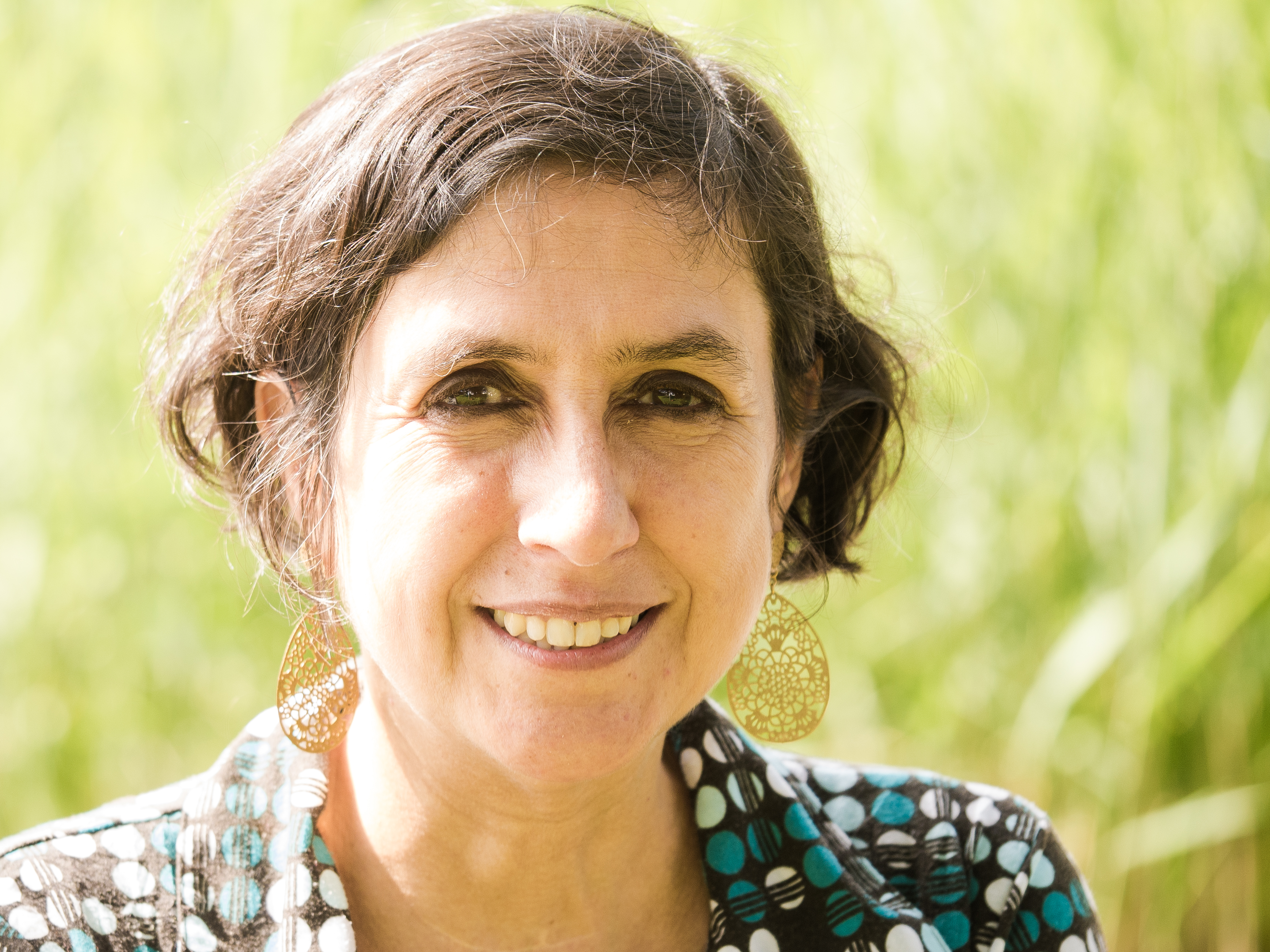
Andrea Karimé beim Hausacher Leselenz 2016

Andrea Karimé (* 5. Mai 1963 in Kassel) ist eine deutsche Schriftstellerin.

## Leben
Andrea Karimé wuchs in Kassel zwischen deutscher und libanesischer Sprache und Kultur auf. Nach dem Abitur (1982) studierte sie an der Gesamthochschule Kassel Kunst- und Musikerziehung. Anschließend Referendariat und ab 1995 Ausbildung im Kreativen Schreiben am IFK Berlin. Seit 1995 arbeitet sie als Lehrerin in Leverkusen.
2004 folgte eine Ausbildung zur Geschichtenerzählerin an der Wirkstatt, Karlsruhe und seit 2007 arbeitet sie als freie Autorin. Andrea Karimé lebt in Köln.
Ihre Musikgeschichte „Wolken-Oto und das Geheimnis der aprikosenfarbenen Katze“ in der Reihe „Musik erzählt“ im Auftrag der Philharmonie Köln und Luxemburg erlebte im November 2012 ihre Uraufführung. Sie ist Mitgründerin des PEN Berlin.

## Auszeichnungen
- 2023 Preis der Jungen Literaturhäuser
- 2018 Kinderbuchpreis des Landes Nordrhein-Westfalen für King kommt noch, zusammen mit Jens Rassmus
- 2017 Nominierung für den Preuschhof-Preis für Kinderliteratur 2018
- 2017 Nominierung für den Deutsch-Französischen Kinder- und Jugendbuchpreis
- 2017 Literatur- und Werkstipendium der SK-Stiftung Köln
- 2017 Arbeitsstipendium NRW
- 2016 Nominierung Mannheimer Feuergriffel
- 2013 Struwwelpippi Luxemburg
- 2013 Werkproben NRW
- 2012 Österreichischer Kinder- und Jugendbuchpreis 2012
- 2012 Atelier Galata, Istanbulstipendium der Stadt Köln
- 2011 Kollektion zum Österreichischen Kinder- und Jugendbuchpreis
- 2010 Arbeitsstipendium des Landes NRW
- 2009 Sächsisches Ministerium für Wissenschaft und Kunst, Denkmalschmiede Hoefgen
- 2009 International Writers’ and Translators’ Center of Rhodes2007 ArtHotel Stadtkyll
- 2009 Nominierung für den Feuergriffel (Mannheimer Stadtschreiberstipendium für Kinder- und Jugendliteratur)
- 2008 Nominierung für den Linzer Kinderbuchpreis
- 2008 8 besondere Bücher zum Andersentag, Hauptverband des Österreichischen Buchhandels
- 2007 Kollektion zum Österreichischen Kinder- und Jugendbuchpreis
- 2006 100 Beste des Münchner Buchhandels,
- 2005 1. Platz in der Kategorie Kinderbuch beim Literaturwettbewerb „Mythos Fremde“, Institut für Migrationsforschung in Bonn

## Werke
- Wörter Wörter Himmelörter: Sprachen erfinden. 1. Auflage. konkursbuch, 2023, ISBN 978-3-88769-056-4.
- Alle-Kinder-Bibel. 2. Auflage. Neukirchener Verlag, 2023, ISBN 978-3-7615-6903-0.

2023 Minu und der Geheimnismann, G&G Verlag, Wien
2022 Planetenspatzen, Picus Verlag Wien
2021 Das schönste Zimmer in meinem Kopf, Eliv Verlag Nettetal
2021 Antennenkind, Picus Verlag Wien
2018 Samba, Schwein und das Geheimnis der Mühle, Picus Verlag Wien
2017 King kommt noch (mit Bildern von Jens Rassmus), Peter Hammer Verlag Wien
2016 Mondkaninchen, Bilderbuch, Picus Verlag Wien
2015 Kalim Baba und die Wörterlampe, Bilderbuch, Picus Verlag Wien
2014 Der Wörterhimmel des Fräulein Dill
2014 Mu, Wolken und Schlangenglück
2012 Janni und Win und das Verschwinden der Höckerbande, Picus Verlag Wien
2011 Lea, Opa und das Himmelsklavier, Bilderbuch, Picus Verlag Wien
2011 Tee mit Onkel Mustafa, Kinderroman, Picus Verlag Wien, 2012 ausgezeichnet mit dem Österreichischen Kinder- und Jugendbuchpreis, Zehn besondere Bücher zum Andersentag 2012
2010 Zum Sterben nach Kairo, Kriminalroman, Quer Verlag Berlin
2010 Kaugummi und Verflixungen, Kinderroman, Picus Verlag Wien
2009 Soraya entdeckt das  Meer, Kindererzählung, Picus Verlag Wien
2008 Soraya, das kleine Kamel, Kindererzählung, Picus Verlag Wien
2008 Fatina – Die Anziehung, Roman, Konkursbuchverlag
2008 Alif, be das Klangfell haart sich: Gedichte
2007 Die Zauberstimme Zehn besondere Bücher zum Andersentag 2008
2006 Alamat – Wegzeichen, arabisch-deutsche Erzählungen, Konkursbuchverlag Claudia Gehrke
2006 Nuri und der Geschichtenteppich, Kindererzählung, Picus Verlag Wien
2004 Die Briefträgerin. Liebesleben